# Filipinas en los Juegos Olímpicos de Roma 1960
Filipinas estuvo representada en los Juegos Olímpicos de Roma 1960 por un total de 40 deportistas, 36 hombres y 4 mujeres, que compitieron en 7 deportes.
El equipo olímpico filipino no obtuvo ninguna medalla en estos Juegos.